# Tiburcio Padilla (ministro)
Tiburcio Padilla (Buenos Aires, 24 de septiembre de 1893 - 1 de julio de 1963) fue un médico y docente argentino, que se desempeñó como ministro de Asistencia Social y Salud Pública de la Argentina, durante las presidencias de Arturo Frondizi y de José María Guido.

## Biografía
Era hijo del médico Tiburcio Padilla y de Cándida Victorica. Su abuelo, Tiburcio Padilla, fue el gobernador de Tucumán. Estudió Medicina y se especializó en Cardiología.
Con la asunción de José María Guido, dispone la intervención del Instituto Malbrán, desplazando a su director y posteriormente se da el desplazamiento internamente de César Milstein, quien se desempeñaba como jefe de la División de Biología Molecular.
Falleció repentinamente cuando se desempeñaba como ministro, en julio de 1963.